# アレクセイ・ブロドヴィッチ
アレクセイ・ブロドヴィッチ（アレクセイ・ブロドビッチ, Alexey Brodovitch, Alexey Brodovich, Алексей Бродович; 1898年 - 1971年4月15日）は、ロシア生まれの写真家、グラフィックデザイナー、アートディレクター。フランスを経由してアメリカに渡るが、フランスに戻って死を迎えた。
1934年から1958年まで、ハーパース・バザーで、アートディレクターとして活躍し、ファッション写真の興隆に貢献した。第二次世界大戦後のファッション写真は、ブロドヴィッチのアートディレクションで始まったとも言われる。ハーパース・バザーを離れた後も、若手芸術家（写真家）の育成に力を注いだ（いわゆる「デザイン・ラボラトリー」）。ブロドヴィッチの元からは、リチャード・アヴェドンなどの写真家（ファッション写真家に限られない）が生まれ、また、ダイアン・アーバスなどの多くの写真家たちも、彼の薫陶を受けている。

## 写真集
- 『バレエ』1945年

### デザイン
- アンドレ・ケレテス『Day of Paris』1945年
- リチャード・アヴェドン『OBSERVATIONS』Simon and Schuster、1959年